# Кунинцперт
Кунинперт (такође Кунинберт или Кунинкерпт) је био краљ Лангобарда од 688. до 700. Наследио је свог оца Перктарита, и ако је незванично владао од 678. године.